# Antagonista de la aldosterona

Producción de aldosterona por la corteza adrenal bajo la influencia del sistema renina angiotensina aldosterona (imagen en inglés).

Un antagonista de la aldosterona es un medicamento que se opone a las acciones de la hormona aldosterona en el riñón, por lo que se usa en medicina como diurético del tipo diurético ahorrador de potasio. Estos medicamentos actúan directamente a nivel del receptor mineralocorticoide y se usan en conjunto con otros fármacos para el tratamiento de la insuficiencia cardíaca crónica. Se usan también para el tratamiento del hiperaldosteronismo, incluyendo el síndrome de Conn y en el hirsutismo femenino.

## Método de acción
La aldosterona es un mineralocorticoide producido en la corteza adrenal, el cerebro, corazón y vasos sanguíneos. La aldosterona se ve implicada en la remodelación del miocardio, es decir, el músculo del corazón, en pacientes con insuficiencia cardíaca de larga duración. La aldosterona también produce trastornos del ritmo cardíaco en estos pacientes, que resulta en una de las causas más frecuentes de muerte en la insuficiencia cardíaca.
Los antagonistas de la aldosterona, también llamados antagonistas del receptor mineralocorticoide, son antagonistas bioquímicos que actúan a nivel de receptores celulares, específicamente el receptor mineralocorticoide. El antagonismo de estos receptores inhibe la resorción de sodio en el túbulo colector de la nefrona. Esta acción interfiere con el intercambio de sodio y potasio, reduciendo la excreción de potasio a la orina y levemente aumentando la excreción de agua o diuresis. Estas acciones reducen la hipertrofia ventricular, mejorando la arquitectura y función cardíaca, así como mejoran el endurecimiento arterial en pacientes con insuficiencia cardíaca.
Su uso como terapia adyuvante en la insuficiencia cardíaca se refiere a su efecto diurético en combinación con otros fármacos, reduciendo la retención de líquidos y el trabajo cardíaco.

## Efectos secundarios
Las reacciones adversas más peligrosas se han descubierto con la combinación de antagonistas de la aldosterona y los inhibidores de la enzima convertidora de angiotensina, cuya combinación está indicada en pacientes con insuficiencia cardíaca. Esta combinación tiende a producir una hiperpotasemia que pone en riesgo la vida del paciente. La mayoría de los casos puede deberse a un mal monitoreo de los pacientes que reciben este tipo de terapia adyuvante, incluso en aquellos que no están hospitalizados. La hiperpotasemia se ve con más frecuencia en pacientes con insuficiencia renal—como en el caso de diabéticos—o pacientes con una creatinina mayor de 1.6 mg/dL. Otros medicamentos combinados con antagonistas de la aldosterona, incluyendo los AINE, beta bloqueantes, diuréticos ahorradores de potasio, suplementos de potasio, entre otros, pueden aumentar el riesgo de una hiperpotasemia.
La espirinolactona tiende a producir ginecomastia, mastodinia, disminución o pérdida de la libido, disfunción eréctil y anormalidades en el ciclo menstrual, efectos que se ven reducidos en la terapia con eplerenona, un derivado de la espirinolactona.

## Ejemplos
Los miembros de esta clase de fármacos usados en la clínica médica, incluyen:
- Espironolactona
- Eplerenona
- Canrenona